# سوپر جام آسیا ۱۹۹۸
سوپر جام آسیا ۱۹۹۸ چهارمین دورهٔ سوپر جام آسیا که بین قهرمان جام باشگاه‌های آسیا ۹۸–۱۹۹۷ و قهرمان جام برندگان جام آسیا ۹۸-۱۹۹۷ انجام شد و این مسابقات توسط کنفدراسیون فوتبال آسیا برگزار شد.
تیم النصر نماینده عربستان سعودی برای اولین بار قهرمان این دوره از رقابت‌ها شد و به مسابقات جام باشگاه‌های جهان ۲۰۰۰ راه پیدا کرد.

## سوپر جام

### پوهانگ استیلرز
| حریفان            | مرحله             | نتیجه۱         | گلهای پوهانگ استیلرز                                                          |
| ----------------- | ----------------- | -------------- | ----------------------------------------------------------------------------- |
| محمدان            | مرحله اول انتخابی | ۱۳–۰           | ?                                                                             |
| ویکتوری           | مرحله دوم انتخابی | ۱۵–۰           | ?                                                                             |
| کاشیما آنتلرز     | مرحله گروهی       | ۲–۱            | پارک تائه-ها ۳۶'، لی دونگ-گوک ۵۶'                                             |
| دالیان واندا      | مرحله گروهی       | ۱–۲            | سرهی کونووالوف ۶۶'                                                            |
| فاینانس اند ریونو | مرحله گروهی       | ۵–۱            | بائک سئونگ-چول ۱۵'، لی دونگ-گوک ۵۶'، سرهی کونووالوف ۶۰'، پارک تائه-ها ۸۱' ۸۸' |
| الهلال            | نیمه نهایی        | ۱–۰            | پارک تائه-ها ۴۵'                                                              |
| دالیان واندا      | فینال             | ۰–۰ و. ا ۶–۵ پ |                                                                               |

۱ گلهای پوهانگ استیلرز ابتدا محاسبه شده است.

### النصر
| حریفان          | مرحله          | نتیجه۱  | گلهای النصر                         |
| --------------- | -------------- | ------- | ----------------------------------- |
| الشباب          | مرحله دوم      | انصراف۲ |                                     |
| الاتحاد         | یک چهارم نهایی | ۳–۲     | ?                                   |
| کپه‌داغ عشق آباد | نیمه نهایی     | ۲–۱     | محیسن الجمعان ۱۰'، ماجد عبدالله ۳۹' |
| سوون سامسونگ    | فینال          | ۱–۰     | هریستو استویچکوف ۹'                 |

۱ گلهای النصر ابتدا محاسبه شده است.

۲ الشباب انصراف داد.

## نتایج بازی
| تیم ۱          | نتیجه‌نهایی | تیم ۲ | بازی رفت | بازی برگشت |
| -------------- | ---------- | ----- | -------- | ---------- |
| پوهانگ استیلرز | ۱–۱ (گ)    | النصر | ۱–۱      | ۰–۰        |

### بازی اول
| پوهانگ استیلرز     | ۱–۱ | النصر       |
| ------------------ | --- | ----------- |
| جئون کیونگ-جون ۴۵' |     | الحسینی ۳۵' |

### بازی دوم
| النصر | ۰–۰ | پوهانگ استیلرز |
| ----- | --- | -------------- |
|       |     |                |

## قهرمان
| قهرمان سوپر جام آسیا ۱۹۹۸ |
| ------------------------- |
| النصر                     |
| اولین قهرمانی             |